# تسميات التصنيف التفرعي الحيوي

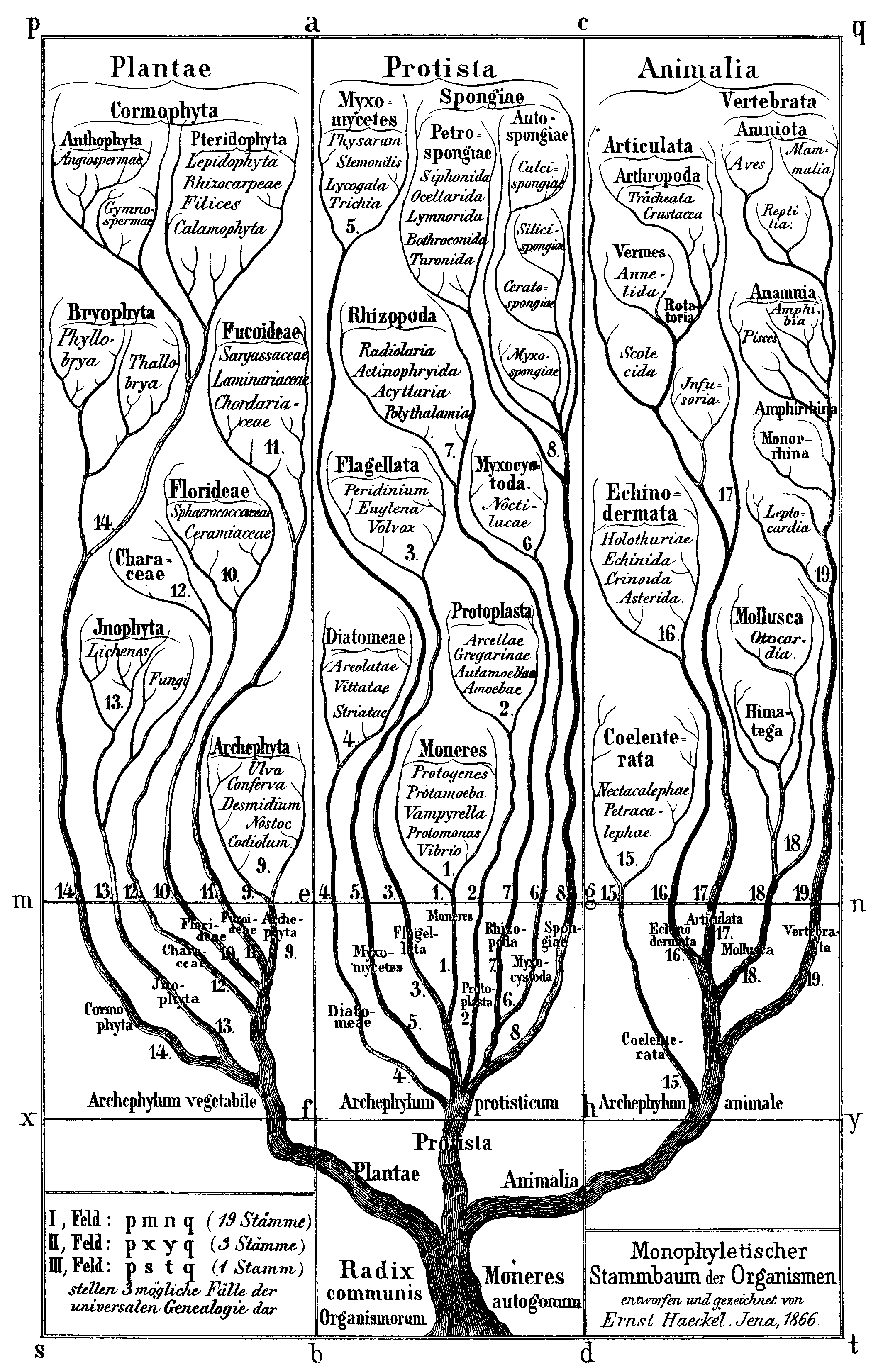

تسميات التصنيف التفرعي الحيوي أو تسمية حسب تطور السلالات (بالإنجليزية: Phylogenetic nomenclature)‏ هي طريقة لتسمية الأصنوفات في علم الأحياء التي تستخدم تعريفات علم الوراثة العرقي لأسماء الأصنوفات كما هو موضح أدناه. هذا يتناقض مع النهج التقليدي الذي يتم تعريف أسماء الأصنوفات على أساس عينة نمطية والتي يمكن أن تكون عينة أو أصنوفة من مرتبة أدنى. تسمية التصنيف التفرعي الحيوي غير منظمة حالياً إلا أن المدونة الدولية لتصنيف النشوء والتطور International Code of Phylogenetic Nomenclature (PhyloCode) تهدف إلى تنظيمها بمجرد التصديق عليها.